# Нощна акула
Нощната акула (Etmopterus spinax) е вид акула от семейство Etmopteridae. Това е една от най-често срещаните дълбоководни акули в североизточните части на Атлантическия океан – от бреговете на Исландия и Норвегия на север до водите на Габон на юг в Африка. Забелязвана е на дълбочини между 70 и 2490 m. Представлява сравнително малка риба, достигаща на дължина до около 45 cm, но със силно издължена форма на тялото. Окраската на тялото има характерен кафяв оттенък, но коремната област е черна. Подобно на останалите представители на рода, нощната акула е способна да биолуминисцира, като органите излъчващи светлина са разположени по корема.
Нощната акула се храни преди всичко с крил, малки костни риби, но възрастните екземпляри използват за храна също така сепии и различни по-големи видове скариди. Има известни наблюдения, които сочат, че с напредване на възрастта, нощните акули се преместват на по-големи дълбочини. Видът притежава редица адаптации за живот в дълбоки води, като специфичен тип T клетки и чернодбробни ензими, позволяващи оцеляване при сравнително по-високи концентрации на тежки метали, характерни за по-дълбоките слоеве на океана. Нощните акули са често опаразитени. Това е яйцеживороден вид, даващ живот на около 20 малки на средно всеки три години. Нощната акула не е обект на промишлен риболов, но често е улавяна заедно с други животни в риболовните мрежи. Въпреки че не спада към категорията на застрашените видове, нощната акула е почти застрашен вид, тъй като ниската репродуктивна способност трудно компенсира улова на този тип животни.

## Таксономия
Нощната акула е първоначално описана и наименована през 1758 година като Squalus spinax от шведския натуралист Карл Линей в неговия труд Systema Naturae. Въпреки това, Линей не предоставя типов екземпляр, а видовото име spinax е единствено описание на шипестата гръбна перка. По-късно видът е синонимизиран с описания от Constantine Samuel Rafinesque вид Etmopterus aculeatus и е преместен в рода Etmopterus. Така окончателно нощната акула получава научното име Etmopterus spinax (Linnaeus, 1758) .
Нощната акула принадлежи към най-големия род (над 30 вида акули) на семейство Etmopteridae, което от своя страна обединява около 45 отделни вида.

## Разпространение и местообитание
Ареалът на нощната акула включва източното крайбрежие на Атлантическия океан, от север близо до Исландия и Норвегия, до Африка и по-точно Габон. Разпространена е и в Средиземно море, около Азорските острови, Канарските острови и Кабо Верде. Нощни акули са забелазвани и край бреговете на Капската провинция на Република Южна Африка.
Този тип акули обитават външния континентален шелф и склон върху тинести или глинести дъна, в дънните или средни течения . Най-често се забелязва на дълбочини между 200 и 500 m, по-рядко между 500 и 750 m . Границите в които е документирано присъствието на нощни акули, обаче са между 70 и 2490 m .

## Физическа характеристика
Нощните акули притежават сравнително масивно тяло, не особено издължено с широка муцуна. Устата е тънка с гладки устни. Горните зъби са малки с централен връх, обикновено по-малко на брой от страничните зъби. Зъбите на долната челюст са значително по-големи, с режещ връх. Притежава пет чифта хрилни дъги, изтънени в сравнение с хрилните отвори. И при двете гръбни перки има наличие на шипове. Първата гръбна перка започва след късата и закръглена гръдна перка. Втората гръбна перка е двойно по-голяма от първата и започва слад коремните перки. Липсва анална перка. Опашката е стройна и завършва с опашна перка, при която долната-половина е по-къса .
Кожните зъбци са тънки и със закривен връх, разположени сравнително неравномерно, но добре разделение един от друг. Окраската е кафява отгоре, рязко променяща се в черна по коремните области. Има наличие на няколко тъмни черни петна отгоре и зад коремните перки и около опашната перка .
Нощната акула притежава множество луминисцентни органи, които излъчват синьозелена светлина, забележима от 3-4 m . Различен брой фотофори са органицирани в девет области по страните и коремната част на тялото в характеристичен за вида масив .
Максималната дължина, която е документирана при нощната акула е 60 cm, въпреки че рядко надминава 45 cm . Женските са с по-големи размери от мъжките индивиди .

## Поведение
Заедно с Galeus melastomus и португалската акула (Centroscymnus coelolepis), нощната акула е една от най-разпространените дълбоководни акули в североизточните части на Атлантическия океан . Среща се поединично или в малки колонии . Популационно проучване в рамките на Средиземно море показва, че женските превъзхождат по брой мъжките индивиди при всички възрастови групи, като дисбаланса се изостря с напредването на възрастта . В северните области от арела и в Балеарско море, възрастните индивиди се откриват в по-дълбоки води в сравнение с младите, което най-вероятно неутрализира конкуренцията между двете групи . Въпреки това, това разпределение не е наблюдавано в източните части на Средиземно море .
Черният дроб съставлява до около 17% от масата на тялото и три четвърти от него е предимно мазнина, което придава естествена плаваемост . Високите концентрации на тежки метали в дълбоките води е проблем, с който акулите се сблъскват при населяването на тези местообитания. В резултат на това са възникнали специфични адаптации като специализирани T-клетки способни да неутрализират токсични вещества в кръвообращението. Също така черният дроб притежава специализирани ензими, способни да детоксицират съединения на кадмия, медта, живака, цинка и други токсични метали . Нощната акула е важна част от хранителната верига и служи за храна на по-големи акули и скатове .
По тялото на нощната акула често се откриват редица видове външни паразити, типично както за младите така и за възрастните екземпляри. Ендопаразитите също не са изключение, като някои от по-често срещаните са Squalonchocotyle spinacis, Aporhynchus norvegicus, Lacistorhynchus tenuis, Phyllobothrium squali, Anisakis simplex и Hysterothylacium aduncum. Някои от ендопаразитите заразяват нощните акули чрез храната, а други използват нощната акула като междинен гостоприемник . Членестоногото Anelasma squalicola е типичен ектопаразит, които се захваща за гръбните части на акулата и често прониква на дъблбоко в мускулатурата. Заразяването с този ектопаразит, нарушава развитието на репродуктивните органи и е често причина за намалена плодовитост .

### Хранене
Нощната акула се храни преди всичко с ракообразни (предимно скариди и крил), главоноги (различни видове сепии) и дребни костни риби . Нощните акули от бреговете на Италия използват за храна и нематоди, многочетинести червеи, както и хрущялни риби . Изследвания при акули от водите на Норвегия и Португалия показват, че нощни акули с големина до около 27 cm се хранят предимно с крил (Meganyctiphanes norvegica) и дребни рибки от вида Maurolicus muelleri. С напредване на възрастта, диетата на нощните акули започва да се променя и става значително по-разнообразна, като преобладават скаридите (Pasiphaea tarda) и сепиите, както и други риби различни от M. muelleri . Възможно обяснение е, че по-младите нощни акули са сравнително бавни и не могат да ловят главоноги . Силата на захапката при нощните акули е едва 1 N .

### Жизнен цикъл
Нощната акула е яйцеживородно животно, при което ембрионите се излюпват в тялото на женската, но продължават да се изхранват от жълтъчното си мехурче. Размножителния цикъл трае между две и три години, като овулацията настъпва през ранна есен, оплождането през следващото лято и по-рядко през зимата. Гестационният период трае една година . Броят на малките е между шест и двадесет, като при женски с по-големи размери тенденцията е към по-голям брой малки. При яйцеживораждането си малките са между 12 и 14 cm на дължина . Способността да луминисцират се развива преди малките да излязат от тялото на женската, като дори жълтъчното мехурче луминисцира.
Нощната акула нараства бавно, но значително по-бързо от колкото при други дънни акули. Мъжките достигат полова зрялост при размери от порядъка на 28 до 33 cm, а женските при размери между 34 и 36 cm , което е средно на четвъртата година при мъжките и около петата при женските. Продължетелността на живот се изчислява на около 18 години за мъжките и 22 години за женските, въпреки че са единствено документирени в естествена среда екземпляри на възраст от 8 години за мъжките и 11 години за женските .

## Връзки с хората
По протежение на целия им ареал, нощните акули се ловят случайно в мрежи за тралиране и улов на скариди, раци и дълбоководни риби. Самата нощна акула не е обект на промишлен риболов и не е предпочитана като храна за хората, въпреки че съществуват ястия от осолена или приготвена по друг начин риба . Нощната акула е включена като почти застрашен вид в Червения списък на световнозастрашените видове, тъй като популацията остава стабилна в рамките на голяма част от ареала. Съществуват усилия за защита на вида са поне в рамките на Средиземно море, но в североизточиня Атлантически океан нощните акули са намалили числеността си с почти 20% между 1970 и 2004 година . Ниската репродуктивна способност на вида обаче, ограничава възможностите за възстановяване на естествени популации, засегнати от риболов или друга дейност .